# Андерсон, Айзек
Айзек Андерсон (англ. Isaac Anderson, р.22 декабря 1957) — американский борец греко-римского стиля, призёр Панамериканских игр и панамериканских чемпионатов.

## Биография
Родился в 1957 году в Колумбии (штат Южная Каролина). В 1986 году завоевал бронзовую медаль панамериканского чемпионата. В 1988 году принял участие в Олимпийских играх в Сеуле, и занял там 6-е место. В 1991 году завоевал серебряные медали Панамериканских игр и панамериканского чемпионата. В 1992 году вновь завоевал серебряную медаль панамериканского чемпионата.